# Rhopalothrix stannardi
Rhopalothrix stannardi är en myrart som beskrevs av Brown och Kempf 1960. Rhopalothrix stannardi ingår i släktet Rhopalothrix och familjen myror. Inga underarter finns listade i Catalogue of Life.